# Daniele Ciprì
Daniele Ciprì (* 17. August 1962 in Palermo) ist ein italienischer Filmregisseur und Kameramann.

## Leben
Ciprì arbeitet seit 1986 mit Franco Maresco zusammen. Ihr Schwerpunkt liegt auf Kurzfilmen und Beiträgen für den regionalen Fernsehsender TVM. Durch die Programmübernahme der RAI ihrer Sendung Blob cinico TV wurden Maresco und Ciprì landesweit bekannt. Die besteht aus 49 Kurzfilmen, die in schonungsloser Realität die Zustände in den Peripherien Palermos zeigen.
Ihr erster Spielfilm, Lo zio di Brooklyn, war ebenso umstritten und konsequent. Der Nachfolger Totò che visse due volte, ein Angriff auf die Religion, kam kaum in die Kinosäle.
2012 erhielt er für seinen Spielfilm È stato il figlio seine erste Einladung in den Wettbewerb der Filmfestspiele von Venedig. Das Werk handelt von einer in bescheidenen Verhältnissen lebenden Familie aus Palermo, deren Tochter versehentlich bei einer Schießerei stirbt. Der Vater (dargestellt von Toni Servillo) hadert daraufhin mit sich, vom Staat eine finanzielle Entschädigung für Mafia-Todesopfer anzunehmen. Der Film brachte Ciprì einen Preis für seine Kameraarbeit sowie eine Cinema-for-UNICEF-Erwähnung ein.
Ciprì wirkte auch bei Fotografie und Produktion von Filmen Roberta Torres mit. Nach der Jahrtausendwende wandte er sich verstärkt der Arbeit als Kameramann zu.

## Filmografie (Auswahl)
Regie
- 1995: Der Onkel aus Brooklyn (Lo zio di Brooklyn)
- 1998: Totò che visse due volte
- 1999: Enzo, bis morgen in Palermo! (Enzo, domani a Palermo!) (mittellanger Film)
- 2003: Il ritorno di Cagliostro
- 2012: È stato il figlio
- 2014: La buca

Kamera
- 1997: Oh Tano! Für Dich lohnt es sich zu sterben (Tano da morire)
- 2009: Vincere
- 2012: Bella addormentata
- 2013: Salvo, Regie: Fabio Grassadonia und Antonio Piazza
- 2015: Sangue del mio sangue
- 2016: Träum was Schönes – Fai Bei Sogni (Fai bei sogni)
- 2019: Paranza – Der Clan der Kinder (La paranza dei bambini)
- 2024: Le Déluge. Der schwere Gang zur Guillotine (Le Déluge)